# Comune di Val San Giacomo
Il Comune di Val San Giacomo fu una struttura territoriale sorta sotto il Ducato di Milano e mantenuta dai Grigioni durante il loro dominio sulla Valtellina.

## Storia
Il comune, che copriva le odierne San Giacomo Filippo, Campodolcino e Madesimo, nacque con parziale affrancamento della Valle Spluga dal potere del capoluogo chiavennese.
Nel 1797 il generale Napoleone Bonaparte forzò la sua annessione alla Repubblica Cisalpina facendone un distretto del Dipartimento del Lario. La popolazione dimostrò comunque sempre un forte irredentismo svizzero, tanto che alla loro vittoria nel 1815 gli austriaci decisero di spezzare in tre il comune in modo da indebolire le spinte secessioniste locali.